# The Dumb Girl of Portici
The Dumb Girl of Portici er en amerikansk stumfilm fra 1916 af Phillips Smalley og Lois Weber.

## Medvirkende
- Anna Pavlova som Fenella.
- Rupert Julian som Masaniello.
- Laura Oakley som Rilla.
- William Wolbert som Pietro.
- Betty Schade